# Entandrophragma

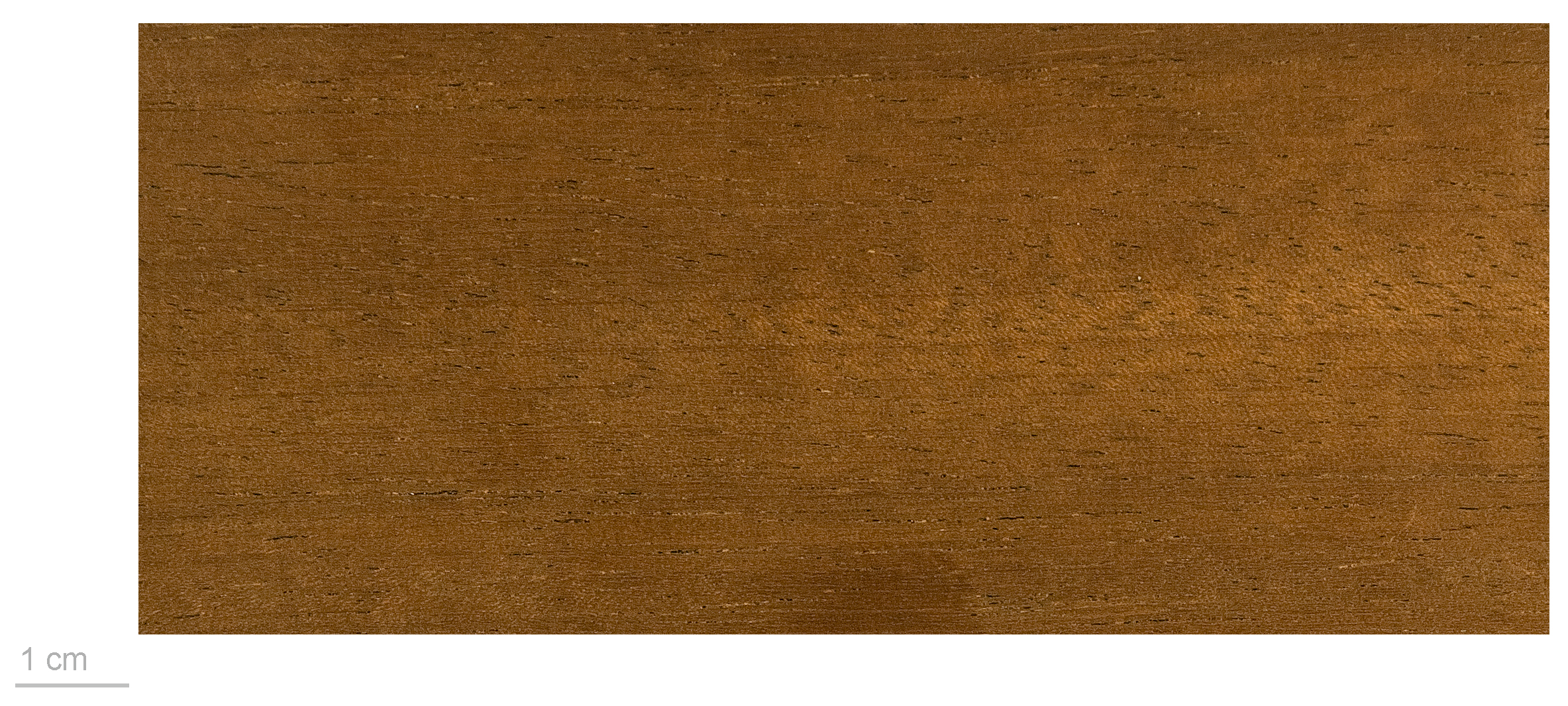
Entandrophragma candollei - MHNT

Entandrophragma là một chi thực vật có hoa gồm 12 loài cây rụng lá trong họ Meliaceae, phân bố vùng châu phi nhiệt đới. Một vài loài có kích thước lớn, thân cao tới 40–50 m, ngoại lệ lên đến 60 m, và đường kính thân đạt 2 m.

## Loài
- Entandrophragma angolense - African mahogany  (Welw.) C.DC.
- Entandrophragma bussei  Harms ex Engl.
- Entandrophragma candollei - Kosipo  Harms
- Entandrophragma caudatum  (Sprague) Sprague
- Entandrophragma congoense  (De Wild.) A.Chev.
- Entandrophragma cylindricum - Sapelli or Sapele  (Sprague) Sprague
- Entandrophragma delevoyi  De Wild.
- Entandrophragma excelsum  (Dawe & Sprague) Sprague
- Entandrophragma palustre  Staner
- Entandrophragma pierrei  A.Chev.
- Entandrophragma spicatum  (C.DC.) Sprague
- Entandrophragma utile - Sipo  (Dawe & Sprague) Sprague

## sử dụng
Gỗ của một vài loài trong chi này rất nổi tiếng, có tên thương mại riêng như mahogany - ám chỉ loài Entandrophragma cylindricum. Gỗ có mật độ 660 kg/m3.